# 南幌温泉
南幌温泉（なんぽろおんせん）は、北海道空知郡南幌町にある温泉。

## 泉質
- ナトリウム - 塩化物強塩泉（弱アルカリ性高張性温泉）
  - 泉温 41.6℃

## 温泉地
空知南部広域農道沿いの田園地帯に、日帰り入浴施設と宿泊施設を兼ねた「なんぽろ温泉ハート&ハート」が1軒存在する。
建物は、日帰り入浴棟の本館と宿泊棟の新館に分かれている。和風露天風呂や大浴場、酵素風呂など多種な浴槽を備える。
施設の名物はレストランで販売している、南幌町特産のキャベツを使ったキャベツ天丼である。
大規模改修のため、2024年（令和6年）9月2日から2025年（令和7年）1月上旬まで休館となる。

## 歴史
- 1991年（平成3年）- 開湯、「なんぽろ温泉ハート&ハート」開業。
- 1993年（平成5年）- 宿泊施設を併設。
- 1995年（平成8年）- 露天風呂を併設。

## アクセス
- JR北海道 函館本線 江別駅より、車で15分。

- 道央自動車道 江別東ICより、車で10分。